# Campeonato Mundial de Judo de 2017
El XXXVI Campeonato Mundial de Judo se celebró en Budapest (Hungría) entre el 28 de agosto y el 2 de septiembre de 2017 bajo la organización de la Federación Internacional de Judo (IJF) y la Federación Húngara de Judo. Las competiciones se realizaron en la Arena Deportiva de Budapest László Papp. 
Aparte se disputó la categoría abierta de ambos géneros en la ciudad de Marrakech (Marruecos) entre el 11 y 12 de noviembre.

## Calendario
| Fecha→ Categoría ↓ | Lu 28 | Ma 29 | Mi 30 | Ju 31 | Vi 01 | Sá 02 |
| ------------------ | ----- | ----- | ----- | ----- | ----- | ----- |
| –60 kg             | ●     |       |       |       |       |       |
| –66 kg             |       | ●     |       |       |       |       |
| –73 kg             |       |       | ●     |       |       |       |
| –81 kg             |       |       |       | ●     |       |       |
| –90 kg             |       |       |       |       | ●     |       |
| –100 kg            |       |       |       |       |       | ●     |
| +100 kg            |       |       |       |       |       | ●     |

| Fecha→ Categoría ↓ | Lu 28 | Ma 29 | Mi 30 | Ju 31 | Vi 01 | Sá 02 |
| ------------------ | ----- | ----- | ----- | ----- | ----- | ----- |
| –48 kg             | ●     |       |       |       |       |       |
| –52 kg             |       | ●     |       |       |       |       |
| –57 kg             |       |       | ●     |       |       |       |
| –63 kg             |       |       |       | ●     |       |       |
| –70 kg             |       |       |       |       | ●     |       |
| –78 kg             |       |       |       |       | ●     |       |
| +78 kg             |       |       |       |       |       | ●     |

## Medallistas en Budapest

### Masculino
| Evento          | Oro                             | Plata                       | Bronce                                                      |
| --------------- | ------------------------------- | --------------------------- | ----------------------------------------------------------- |
| –60 kg (28.08)  | Naohisa Takato Japón            | Orxan Səfərov Azerbaiyán    | Ganbatyn Boldbaatar Mongolia Diyorbek Urozboyev Uzbekistán  |
| –66 kg (29.08)  | Hifumi Abe Japón                | Mijail Puliayev · Rusia     | Vazha Margvelashvili Georgia Tal Flicker Israel             |
| –73 kg (30.08)  | Soichi Hashimoto Japón          | Rüstəm Orucov Azerbaiyán    | An Chang-Rim Corea del Sur Ganbaataryn Odbayar Mongolia     |
| –81 kg (31.08)  | Alexander Wieczerzak · Alemania | Matteo Marconcini · Italia  | Saeid Molaei · Irán · Jasan Jalmurzayev · Rusia             |
| –90 kg (01.09)  | Nemanja Majdov Serbia           | Mihael Žgank Eslovenia      | Gwak Dong-Han Corea del Sur Ushangui Marguiani Georgia      |
| –100 kg (02.09) | Aaron Wolf Japón                | Varlam Liparteliani Georgia | Elmar Qasımov · Azerbaiyán · Kiril Denisov · Rusia          |
| +100 kg (02.09) | Teddy Riner Francia             | David Moura · Brasil        | Naidanguiin Tüvshinbayar · Mongolia · Rafael Silva · Brasil |

### Femenino
| Evento         | Oro                              | Plata                          | Bronce                                                       |
| -------------- | -------------------------------- | ------------------------------ | ------------------------------------------------------------ |
| –48 kg (28.08) | Funa Tonaki Japón                | Mönjbatyn Urantsetseg Mongolia | Otgontsetseg Galbadraj · Kazajistán · Ami Kondo · Japón      |
| –52 kg (29.08) | Ai Shishime Japón                | Natsumi Tsunoda Japón          | Natalia Kuziutina · Rusia · Érika Miranda · Brasil           |
| –57 kg (30.08) | Dorzhsürenguiin Sumiyaa Mongolia | Tsukasa Yoshida Japón          | Hélène Receveaux Francia Nekoda Smythe-Davis Reino Unido     |
| –63 kg (31.08) | Clarisse Agbegnenou Francia      | Tina Trstenjak Eslovenia       | Agata Ozdoba · Polonia · Baldorzhiin Möngönchimeg · Mongolia |
| –70 kg (01.09) | Chizuru Arai Japón               | María Pérez Puerto Rico        | Yuri Alvear · Colombia · María Bernabéu · España             |
| –78 kg (01.09) | Mayra Aguiar · Brasil            | Mami Umeki Japón               | Kaliema Antomarchi · Cuba · Natalie Powell · Reino Unido     |
| +78 kg (02.09) | Yu Song China                    | Sarah Asahina Japón            | Kim Min-Jeong Corea del Sur Iryna Kindzerska Azerbaiyán      |

## Medallero
| Núm. | País          | Oro | Plata | Bronce | Total |
| ---- | ------------- | --- | ----- | ------ | ----- |
| 1    | Japón         | 7   | 4     | 1      | 12    |
| 2    | Francia       | 2   | 0     | 1      | 3     |
| 3    | Mongolia      | 1   | 1     | 4      | 6     |
| 4    | Brasil        | 1   | 1     | 2      | 4     |
| 5    | Alemania      | 1   | 0     | 0      | 1     |
| 5    | China         | 1   | 0     | 0      | 1     |
| 5    | Serbia        | 1   | 0     | 0      | 1     |
| 8    | Azerbaiyán    | 0   | 2     | 2      | 4     |
| 9    | Eslovenia     | 0   | 2     | 0      | 2     |
| 10   | Rusia         | 0   | 1     | 3      | 4     |
| 11   | Georgia       | 0   | 1     | 2      | 3     |
| 12   | Italia        | 0   | 1     | 0      | 1     |
| 12   | Puerto Rico   | 0   | 1     | 0      | 1     |
| 14   | Corea del Sur | 0   | 0     | 3      | 3     |
| 15   | Reino Unido   | 0   | 0     | 2      | 2     |
| 16   | Colombia      | 0   | 0     | 1      | 1     |
| 16   | Cuba          | 0   | 0     | 1      | 1     |
| 16   | España        | 0   | 0     | 1      | 1     |
| 16   | Irán          | 0   | 0     | 1      | 1     |
| 16   | Israel        | 0   | 0     | 1      | 1     |
| 16   | Kazajistán    | 0   | 0     | 1      | 1     |
| 16   | Polonia       | 0   | 0     | 1      | 1     |
| 16   | Uzbekistán    | 0   | 0     | 1      | 1     |
|      | TOTAL         | 14  | 14    | 28     | 56    |

## Medallistas en Marrakech

### Masculino
| Evento                    | Oro                 | Plata                    | Bronce                                               |
| ------------------------- | ------------------- | ------------------------ | ---------------------------------------------------- |
| Categoría abierta (12.11) | Teddy Riner Francia | Toma Nikiforov · Bélgica | Alex García Mendoza · Cuba · Takeshi Ojitani · Japón |

### Femenino
| Evento                    | Oro                 | Plata                             | Bronce                                         |
| ------------------------- | ------------------- | --------------------------------- | ---------------------------------------------- |
| Categoría abierta (12.11) | Sarah Asahina Japón | Larisa Cerić Bosnia y Herzegovina | Nihel Sheij Ruhu · Túnez · Idalys Ortiz · Cuba |

## Medallero
| Núm. | País                 | Oro | Plata | Bronce | Total |
| ---- | -------------------- | --- | ----- | ------ | ----- |
| 1    | Japón                | 1   | 0     | 1      | 2     |
| 2    | Francia              | 1   | 0     | 0      | 1     |
| 3    | Bélgica              | 0   | 1     | 0      | 1     |
| 3    | Bosnia y Herzegovina | 0   | 1     | 0      | 1     |
| 5    | Cuba                 | 0   | 0     | 2      | 2     |
| 6    | Túnez                | 0   | 0     | 1      | 1     |
|      | TOTAL                | 2   | 2     | 4      | 8     |